# 无影塔 (武汉市)
30°32′09″N 114°19′46″E / 30.53583°N 114.32944°E
无影塔位于中国湖北省武汉市武昌区洪山西南麓，又称兴福寺塔，是一座南宋所建的石砌仿木构楼阁式塔，1956年被列为湖北省文物保护单位，2013年被列为第七批全国重点文物保护单位。
无影塔原在洪山东麓兴福寺内（今湖北省军区大院），始建于南宋咸淳六年（1270年），传说夏至中午时分，此塔无影，故称“无影塔”。太平天国时期兴福寺被毁，仅存石塔。1963年因塔身倾斜从洪山东麓移至西南麓现址。塔座为须弥座，塔身七层八角，塔座和塔身上雕有佛祖、菩萨、罗汉、力士、供养人等造像。
- 须弥座
- 仿木斗栱